# Pakuwon (Garut Kota)
Pakuwon is een bestuurslaag in het regentschap Garut van de provincie West-Java, Indonesië. Pakuwon telt 8190 inwoners (volkstelling 2010).